# 산타 마리아 델리 안젤리 에 데이 마르티리 성당
산타 마리아 델리 안젤리 에 데이 마르티리 성당(이탈리아어: Basilica di Santa Maria degli Angeli e dei Martiri 바실리카 디 산타 마리아 델리 안젤리 에 데이 마르티리[*])은 이탈리아 로마에 있는 대성당이다. 미켈란젤로가 설계했다.